# Gramoz Pashko
Gramoz Josif Pashko (ur. 11 lutego 1955 w Ersece, zm. 16 lipca 2006) – albański polityk i ekonomista, minister gospodarki w rządzie Ylli Bufiego.

## Życiorys
Był synem Josifa Pashko (1918-1963) – prokuratora generalnego z lat 50. XX w i ministra budownictwa. W 1977 ukończył studia na Wydziale Ekonomicznym Uniwersytetu Tirańskiego. W 1983 obronił pracę doktorską na macierzystej uczelni, a w 1989 uzyskał tytuł profesora nauk ekonomicznych. W swoich badaniach koncentrował się na problemach stagflacji i funkcjonowaniu gospodarki rynkowej w Europie Zachodniej.
Na początku lat 90. związał się z grupą „Grudzień 90" (alb. Dhjetori 90), skupiającą radykalną młodzież antykomunistyczną. Należał też do grona założycieli Demokratycznej Partii Albanii i współtwórców jej pierwszego statutu. W czerwcu 1991 otrzymał stanowisko wicepremiera i ministra gospodarki w rządzie stabilizacji, kierowanym przez Ylli Bufiego. Po przejęciu władzy przez DPA w 1992 odpowiadał za proces transformacji ekonomicznej państwa.
W tym samym roku wspólnie z Arbenem Imamim, Preçem Zogajem i Periklim Tetą przygotował dokument krytykujący system kierowania partią przez Salego Berishę. Razem z grupą odstępców powołał do życia Partię Sojuszu Demokratycznego. Z czasem poświęcił się karierze naukowej, pełniąc funkcję rektora pierwszej prywatnej uczelni w Tiranie (University of New York). W 2005 powrócił do partii, którą zakładał, choć nie zajmował żadnego z eksponowanych stanowisk, skupiając się na działalności doradczej.
W lipcu 2006 w czasie, kiedy wypoczywał w rejonie Palasë, gwałtownie pogorszył się jego stan zdrowia. Sytuacja zagrożenia życia wymagała przeprowadzenia skomplikowanej operacji na otwartym sercu. Po konsultacji lekarskiej w szpitalu w Tiranie podjęto decyzję o konieczności przewiezienia chorego do szpitala w Bari. Wyczarterowany przez wojsko śmigłowiec Bell-222, którym leciał do szpitala w czasie gwałtownej burzy spadł do Morza Adriatyckiego. W wypadku zginął także 24-letni syn Gramoza Pashko – Ruben, lekarz oraz trzyosobowa załoga. 22 lipca 2006 okręty włoskie zlokalizowały wrak helikoptera, spoczywający na głębokości 1024 m, 27 mil morskich na zachód od Durrës.
Był żonaty (żona Mimoza Ruli), miał dwoje dzieci. Imię Gramoza Pashko nosi jedna z ulic w południowej części Tirany.

## Publikacje
- 1987: Stagflacioni. Bashkëveprimi i krizave ekonomike me inflacionin dhe disa veçori të zhvillimit ciklik të ekonomisë kapitaliste botërore në vitet '70 dhe '80, wyd. Tirana